# Nico Verhoeven
Nico Verhoeven (Berkel-Enschot, Tilburg, 2 d'octubre de 1961) és un ex-ciclista neerlandès, que fou professional entre 1985 i 1995. En aquests anys aconseguí 26 victòries, destacant una etapa del Tour de França de 1987.

## Palmarès
- 1984
  - 1r al Gran Premi de Waregem
- 1985
  - 1r a la Zes van Rijn & Gouwe i vencedor de 2 etapes
  - 1r de la Profronde van Pijnacker
  - 1r a Nieuw-Amsterdam
  - 1r al Premi de Nieuwkoop
  - 1r al Premi d'Anderlecht
  - 1r al Premi de Bodegraven
- 1986
  - 1r al Premi d'Ulvenhout
  - Vencedor d'una etapa de la Volta a Bèlgica
  - Vencedor d'una etapa de la Griffin 1000 West
- 1987
  - 1r al Grote Prijs Stad Zottegem
  - 1r al Premi de Tiel
  - Vencedor d'una etapa del Tour de França
- 1988
  - 1r al Premi de Tilburg
- 1990
  - 1r al Premi d'Houtem
  - Vencedor de 2 etapes de la Ruta Mèxic
- 1991
  - 1r a la Mijl van Mares
- 1992
  - 1r al Premi de Kelmis
  - 1r al Circuit de les Ardenes flamenques - Ichtegem
  - Vencedor d'una etapa de la Volta a Múrcia
- 1994
  - Vencedor d'una etapa de l'Étoile de Bessèges
- 1995
  - 1r a la Mijl van Mares
  - 1r al Critèrium de Boxmeer

### Resultats al Tour de França
- 1987. Abandona (14a etapa). Vencedor d'una etapa
- 1988. 143è de la classificació general
- 1991. Abandona (10a etapa)

### Resultats al Giro d'Itàlia
- 1986. 130è de la classificació general

### Resultats a la Volta a Espanya
- 1992. 119è de la classificació general